# ألما إس. آدامز
ألما إس. آدامز (بالإنجليزية: Alma Adams) (و. 1946  م) هي سياسية، وفنانة أمريكية، ولدت في هاي بوينت، هي عضوةٌ في الحزب الديمقراطي.

## مناصب
تولت منصب عضو مجلس النواب الأمريكي (3 يناير 2017–3 يناير 2019)
- عضو مجلس النواب الأمريكي (6 يناير 2015–3 يناير 2017)[7]
- عضو مجلس النواب الأمريكي (12 نوفمبر 2014–3 يناير 2015)[7]
- عضو مجلس النواب الأمريكي (منذ 4 نوفمبر 2014)
- عضو مجلس نواب كارولينا الشمالية (1994–2014)[7]
- عضو  [لغات أخرى]‏ (1987–1994)[7]
- عضو  [لغات أخرى]‏ (1984–1986)[7]

.

## التعليم
تعلمت في جامعة ولاية أوهايو، وتحصلت منها على دكتوراة في الفلسفة (حتى 1981)، وتعلمت في جامعة ولاية كارولينا الشمالية إيه آند تي، وتحصلت منها على ماجستير في العلوم (حتى 1972)، وتعلمت في جامعة ولاية كارولينا الشمالية إيه آند تي، وتحصلت منها على بكالوريوس العلوم (حتى 1968)، وتعلمت في West Side High School (New Jersey) ‏ (حتى 1964)
.